# 14973 Rossirosina
14973 Rossirosina este un asteroid din centura principală de asteroizi.

## Descriere
14973 Rossirosina este un asteroid din centura principală de asteroizi. A fost descoperit pe 1 septembrie 1997 la San Marcello Pistoiese de Andrea Boattini. Asteroidul prezintă o orbită caracterizată de o semiaxă mare de 2,77 ua, o excentricitate de 0,07 și o înclinație de 4,5° în raport cu ecliptica.